# Salamis modestus
Salamis modestus är en fjärilsart som beskrevs av Frans G.Overlaet 1955. Salamis modestus ingår i släktet Salamis och familjen praktfjärilar. Inga underarter finns listade i Catalogue of Life.